# Jászárokszállás
Jászárokszállás [jásároksáláš] je město v Maďarsku, nacházející se na severozápadě župy Jász-Nagykun-Szolnok, spadající pod okres Jászberény. Název se skládá z názvu oblasti, ve které se město nachází (Jász), a maďarských slov árok (znamená příkop) a szállás (znamená ubytování). Nachází se asi 59 km severozápadně od župního města Szolnoku. V roce 2018 zde žilo 7 649 obyvatel.
Nejbližšími městy jsou Hatvan, Gyöngyös, Jászberény a Jászfényszaru. Poblíže jsou též obce Jászágó, Jászdózsa, Vámosgyörk a Visznek.